# 德薩克鎮區 (阿肯色州懷特縣)
德薩克鎮區（英語：Des Arc Township）是位於美國阿肯色州懷特縣的一個行政鎮區。

## 地方資料
德薩克鎮區的面積為53.53平方千米，當中陸地面積為53.12平方千米，而水域面積為0.41平方千米。根據2010年美國人口普查的數據，當地共有人口951人，而人口密度為每平方千米17.77人。